# Chaeopsestis ludovicae
Chaeopsestis ludovicae là một loài bướm đêm thuộc họ Drepanidae. Nó được tìm thấy ở Việt Nam và Thái Lan.
Con trưởng thành bay từ tháng 10 đến tháng 11. 